# Randy Matson
James Randel „Randy“ Matson (* 5. März 1945 in Kilgore, Texas) ist ein ehemaliger US-amerikanischer Leichtathlet. Er gewann zwei olympische Medaillen im Kugelstoßen.

## Werdegang
Seinen ersten Erfolg hatte Matson als 17-Jähriger beim State Meet in Austin, wo er als Vertreter der Pampa High School sowohl im Kugelstoßen als auch im Diskuswurf siegte. Später startete er für das Mt. San Antonio College. Er ist 2,03 m groß und wog zu Beginn seiner sportlichen Laufbahn 117 kg, legte jedoch im Laufe der Jahre noch 30 kg zu.
Er übertraf als erster Mensch der Erde drei Traumgrenzen:
- über 21 m: 21,05 m, erzielt am 30. April 1965 in Austin
- über 70 Fuß (= 21,33 m), erzielt am 8. Mai 1965 in College Station
- über 71 Fuß (= 21,64 m), erzielt am 22. April 1967 in College Station im Rahmen folgender Serie: 21,78 – 21,02 – 21,22 - 20,77 – 20,31 – 20,55

Matson stieß im Laufe seiner Karriere insgesamt 12-mal über 21 Meter und 25-mal über 20 Meter. Seine beste Serie erzielte er im Jahr 1970 in Berkeley: 21,18 – 20,75 – 21,25 – 21,75 – 20,94 – 20,97. Nach zwei erfolgreichen Teilnahmen an den Olympischen Spielen 1964 und 1968 konnte er sich für die Spiele in München 1972 als Vierter der US-Olympiaqualifikation nicht mehr qualifizieren. Randy Matson hat fünf Brüder, die alle über 1,90 m groß sind. Sein Vater war im Ölgeschäft tätig. Er ist verheiratet mit Margaret Burns und Vater von drei Kindern.

## Erfolge
- Olympische Spiele
1964 Tokio: Silber mit 20,20 m hinter Dallas Long (USA) mit 20,33 m und vor Vilmos Varjú (Ungarn) mit 19,39 m
1968 Mexiko-Stadt: Gold mit 20,54 m vor George Woods (USA) mit 20,12 m und Eduard Guschtschin (Sowjetunion) mit 20,09 m

- Titel
US-Meister
1964: 19,78 m; 64-11
1966: 19,56 m; 64-2 ¼
1967: 20,39 m; 66-11
1968: 20,55 m; 67-5
1970: 20,68 m; 67-10 ¼
1972: 21,19 m; 69-6 ½
NCAA Champion Kugelstoßen
1966: 67-1 ½
1967: 67-9 ¼
NCAA Champion Diskuswurf
1966: 197-0
1967: 190-0

- Weltrekorde
1965: 21,52 m; 70-7 ¼
1967: 21,78 m; 71-5 ½

## Auszeichnungen
- Sulivan-Award 1967
- Track & Field News’ 1970 Athlete of the Year
- Aufnahme in Halls of Fame: Helms Hall of Fame Athlete of the Continent, Texas A & M Hall of Fame 1972, Texas Sports Hall of Fame 1974, Panhandle Sports Hall of Fame 1979, National Sports hall of Fame 1981, National Track and Field Hall of Fame 1984, National High School Sports Hall of Fame 1988, Pampa High School Hall of Fame 1999

## Ausbildung und Beruf
- 1967 Erwerb des BBA-degree im Fach Marketing an der Texas A&M University
- 1972 Tätigkeit für die Association of Former Students of Texas A&M, ab 1980 als Executive Director